# Світ забуття (фільм, 2013)
«Світ забуття» (оригінальна назва англ. Oblivion, дослівно укр. Забуття) — американський фантастичний бойовик режисера Джозефа Косинського (також був сценаристом і продюсером), що вийшов навесні 2013 року. У головних ролях Том Круз, Ольга Куриленко і Морган Фрімен. Фільм створений на основі коміксів Джозефа Косинського та Арвіда Нельсона.
Продюсуванням картини також зайнялися Петер Чернін, Ділан Кларк і Дункан Гендерсон. Фільм вийшов 19 квітня 2013 року у США. В Україні прем'єра фільму відбулась 11 квітня 2013 року.

## Сюжет
У 2077 році Джек Гарпер з позивним Технік-49 і його колега Вікторія живуть на станції зі спостереження і керування автоматичними ресурсодобувними комплексами Землі. Планета непридатна до життя через наслідки землетрусів і цунамі, викликані зруйнуванням чужопланетянами «стерв'ятниками» Місяця та застосування проти них ядерної зброї. Скоро має закінчитися багаторічна зміна і Джек з Вікторією повернуться на космічну станцію ТЕТ, де живуть залишки людства.
На черговому вильоті виявляється несправність охоронних дронів. Гарпер ледве не зазнає нападу залишків чужинців, але продовжує роботу. В пошуках зниклого дрона він потрапляє до пастки прибульців та насилу повертається на станцію спостереження.
Вночі станція забору води вибухає і з'являється джерело сигналу з Землі в космос. Гарпер вирушає туди і знаходить місце зі своїх снів про довоєнний Нью-Йорк. Передавач «стерв'ятників» повідомляє координати якогось місця. Джек вимикає його, після чого відвідує свою схованку в лісистій місцевості, яку облаштував знайденими під час вильотів предметами старовини. Несподівано в небі з'являється космічний корабель і падає. Гарпер дістається до місця катастрофи та виявляє уламки людського корабля, а серед них уцілілих. Однак прибувають дрони і чомусь відкривають вогонь по людях. На станцію вдається доставити одну капсулу з жінкою, яка виявляється особою з Джекових дивних снів.
Прокинувшись від багаторічного сну, незнайомка називає Джека по імені. Вікторія пропонує дочекатися ранкового сеансу зв'язку з керівником ТЕТ Саллі аби отримати подальші інструкції. Але незнайомка наполягає на негайному поверненні до місця аварії, щоб добути бортовий журнал корабля — дослідного судна NASA «Одіссей». Вони повертаються до уламків, але потрапляють у засідку. Джек встигає віддати своєму літальному апарату команду на автоматичне повернення на станцію, після чого втрачає свідомість.
Джек вважає, що потрапив у полон до чужопланетян, але нападниками виявляється група вцілілих людей на чолі з Малкольмом Бічем. Малкольм пояснює, що Землю насправді захоплено «стерв'ятниками», котрі забирають з планети ресурси. А Джек і Вікторія виконують накази загарбників, що проживають на ТЕТ, сприймаючи людей за прибульців. Джек не вірить у цю розповідь, Малкольм відпускає його та супутницю, на прощання радячи відвідати зону, вказану на його картах як заражену радіацією.
Джек і незнайомка добираються до руїн Емпайр-Стейт-Білдінгу, де Джек використовує раніше відключений ним передавач, щоб відправити сигнал Вікторії. Та приймає передане повідомлення і посилає до них літальний апарат. В очікуванні його прибуття Джек розмовляє з незнайомкою, яка розповідає про себе, називаючись його дружиною Юлією. Джек згадує, як він зробив їй пропозицію одруження на оглядовому майданчику Емпайр-Стейт-Білдінг. Коли Юлія показує подаровану Джеком обручку, він переконується, що все сказане нею — правда.
Коли Гарпер повертається на станцію, Вікторія ревнує, несподівано тамтешній дрон вмикається і стріляє в обох. Вікторія гине, а Юлія розстрілює його з джекового літака. Тікаючи від прибулих нових дронів, Джек з Юлією встряють у повітряний бій і змушені сісти в радіоактивній зоні, згаданій Малкольмом. Територія виявляється незараженою і там працює двійник Джека, Технік-52, лагодячи дрона. Гарпер, намагаючись недопустити ввімкнення робота, починає бій з двійником та перемагає, але Юлія отримує тяжке поранення. Забравши літак своєї копії, Джек прибуває на станцію, що є копією його рідної. Він зустрічає копію Вікторії, забирає медичний набір і повертається до Юлії, щоб вилікувати рану. Обоє вирушають до сховку Джека, що Юлія коментує: він завжди мріяв про будинок в лісі, тож побудував сховок, керуючись цим підсвідомими бажанням. Тепер вірячи словам Малкольма, вони повертаються до партизанів.
Малкольм повідомляє — по всій Землі діють клони Джека й Вікторії, керовані з ТЕТ. Партизани готуються відправити на ТЕТ бомбу, сконструйовану з деталей підбитих дронів і «Одіссея». Джек допомагає перепрограмувати дрона з бомбою на відліт до центру чужопланетян. Однак при старті дрона нападають роботи прибульців, багато партизанів гине і Гарпер лишається єдиним здатним доставити бомбу. Він вирушає на ТЕТ під виглядом свого клона, пообіцявши Саллі доставити Юлію.
У польоті Джек переглядає записи з «Одіссея», звідки дізнається, що був його капітаном. Біля супутника Сатурна Титана він зіткнувся з ТЕТ, що став притягувати корабель. Капітан з Вікторією від'єднав відсік з анабіозними капсулами, запрограмувавши на курс до Землі. Там він і перебував, поки не отримав сигнал на посадку від партизанів, що пережили напад «стерв'ятників». Джека ж з Вікторією було клоновано та використано для боротьби із залишками людства.
Прибувши на ТЕТ, Джек повідомляє Саллі, яка є лише віртуальним образом, що доставив Юлію. Саллі пропускає його, Гарпер бачить тисячі капсул, де вирощуються його і Вікторії клони. Він відкриває капсулу, але всередині виявляється не Юлія, а Малкольм, готовий пожертвувати собою задля людства. Обоє, вони підривають бомбу, ТЕТ вибухає. Земляни, серед яких є Юлія, бачать це з поверхні планети.
Минає три роки, люди заново обживають Землю. Юлія порається на грядках з дочкою, до них приходять колишні партизани, серед яких є Технік-52.

## У ролях
| Актор                 | Персонаж                             | Роль                                                  |
| --------------------- | ------------------------------------ | ----------------------------------------------------- |
| Том Круз              | Джек Гарпер (англ. Jack Harper)      | колишній морський піхотинець, остання людина на Землі |
| Ольга Куриленко       | Юлія Русакова (англ. Julia Rusakova) | справжня дружина Джека                                |
| Андреа Райзборо       | Вікторія Олсен (англ. Victoria)      | клонована партнерка Джека                             |
| Морган Фрімен         | Малколм Біч (англ. Malcolm Beech)    | лідер партизанів на Землі                             |
| Ніколай Костер-Валдау | Сайкс (англ. Sykes)                  | досвідчений боєць-партизан                            |
| Мелісса Лео           | Саллі (англ. Sally)                  | координатор дронів і завдань з міжпланетної станції   |
| Зої Белл              | Кара (англ. Kara)                    | партизанка                                            |

## Створення фільму

### Підготовчий етап
Фільм створено на основі однойменної мальованої історії авторів Джозефа Косинського та Арвіда Нельсона, що вийшла 2010 року. Права на адаптацію історії «Забуття» були придбані 2010 року компанією «Дісней», що також займалася продюсування попередньої стрічки Косинського «Трон: Спадок». Пізніше права були перекуплені компанією Universal Studios, оскільки фільм не відповідав сімейній політиці «Дісней», інакше це було б «творче задушення проєкту». Було вирішено, що рейтингом фільму буде PG-13.
Перший варіант сценарію був написаний Джозефом Косинським і Вільямом Монаханом, а потім переписаний Карлом Ґадждасеком, а потім знову був переписаний Майклом Арндтом. Голова Universal Адам Фольґесон (англ. Adam Folgeson) сказав, що це «один з найкрасивіших сценаріїв, з яким ми коли-небудь стикалися».

### Фільмування
Фільм почали знімати 12 березня 2012 року і закінчили — 14 липня 2012 року. Фільмування проводилось у американських містах штату Луїзіана — Санкт-Франсісвіль, Батон-Руж і Новий Орлеан, штату Каліфорнія — Мамот Лейкс і Джун Лейк, у Нью-Йорку, а також в Ісландії: у Рейк'явіку і біля гори Джаргетур.

## Вихід
Вперше фільм було представлено 3 квітня 2013 року у Дубліні у Savoy Cinema.

## Сприйняття

### Критика
Станом на 10 квітня 2013 року рейтинг очікування фільму на сайті Rotten Tomatoes становив 98 % із 24,586 голосів, на сайті Кінострічка.com — 90 % (29 голосів), на Kino-teatr.ua — 100 % (11 голосів).
Фільм отримав змішані відгуки: Rotten Tomatoes дав оцінку 53 % на основі 222 відгуків від критиків (середня оцінка 5,9/10) і 61 % від глядачів із середньою оцінкою 3,5/5 (148,778 голосів), сказавши, що «візуально вражаючий, проте слабо написаний „Світ забуття“ отримує велику користь від вартості виробництва та чудової гри Тома Круза», Internet Movie Database — 7,0/10 (220 618 голосів), Metacritic — 54/100 (41 відгуків критиків) і 7,0/10 від глядачів (737 голосів).
Анна Купінська в «Українська правда. Життя» поставила фільму 5/5, сказавши, що «загалом, стрічка може похвалитися не лише яскравим та довершеним екранним видовищем та влучно підібраним саундтреком, але й карколомно закрученим сюжетом, який важко передбачити. Втім, попри ці безперечні переваги, „Світ забуття“ не позбавлений мелодраматичності».

### Касові збори
Під час показу у США, що почався 19 квітня 2013 року, фільм був показаний у 3,783 кінотеатрах і зібрав $37,054,485, що на той час дозволило йому зайняти 1 місце серед усіх прем'єр. Показ протривав 70 днів (10 тижнів) і завершився 27 червня 2013 року, зібравши у прокаті у США 89,107,235 $, а у світі — 197,061,337 $, тобто 286,168,572 $ загалом при бюджеті 120 млн $.
Під час показу в Україні, що стартував 11 квітня 2013 року, протягом першого тижня фільм був показаний у 145 кінотеатрах і зібрав $763,979, що на той час дозволило йому зайняти 1 місце серед усіх прем'єр. Показ фільму в Україні протривав 8 тижнів і завершився 2 червня 2013 року, зібравши 1,701,529 $. Із цим показником стрічка зайняла 23 місце у кінопрокаті за касовими зборами в Україні.

## Музика
Музику до фільму «Світ забуття» написав і виконав m83, саундтрек вийшов 9 квітня 2013 року на лейблі Back Lot Music.
| Список треків | Список треків                        | Список треків |
| #             | Назва                                | Тривалість    |
| ------------- | ------------------------------------ | ------------- |
| 1.            | «Jack's Dream»                       | 1:22          |
| 2.            | «Waking Up»                          | 4:09          |
| 3.            | «Tech 49»                            | 5:58          |
| 4.            | «StarWaves»                          | 3:41          |
| 5.            | «Odyssey Rescue»                     | 4:08          |
| 6.            | «Earth 2077»                         | 2:22          |
| 7.            | «Losing Control»                     | 3:56          |
| 8.            | «Canyon Battle»                      | 5:57          |
| 9.            | «Radiation Zone»                     | 4:11          |
| 10.           | «You Can't Save Her»                 | 4:56          |
| 11.           | «Raven Rock»                         | 4:33          |
| 12.           | «I'm Sending You Away»               | 5:38          |
| 13.           | «Ashes of Our Fathers»               | 3:30          |
| 14.           | «Temples of Our Gods»                | 3:14          |
| 15.           | «Fearful Odds»                       | 3:09          |
| 16.           | «Undimmed by Time, Unbound by Death» | 2:26          |
| 17.           | «Oblivion (feat. Susanne Sundfør)»   | 5:56          |
| 69:06         |                                      |               |

## Цікаві факти
- Фільмування картини проводилось за допомогою нещодавно випущеної камери від Sony — CineAlta F65.
- На роль Юлії Русакової претендували Олівія Вайлд, Нумі Рапас, Кейт Мара (англ. Kate Mara), Ольга Куриленко, Мері Елізабет Вінстед і Брит Мерлінґ англ. Brit Marling). Було обрано Джессіку Честейн, проте через участь в інших проєктах вона відмовилась, а на роль Юлії запросили Куриленко.
- Під час фільмування стрічки Том Круз відсвяткував своє 50-річчя.[24]